# Petr Dolének
Petr „Doldy“ Dolének (* 4. června 1968 Přerov) je český zpěvák, skladatel, textař, aranžér a multiinstrumentalista. Od roku 1996 nazpíval více než 16 studiových alb.

## Životopis
Petr Doldy Dolének nahrál své první demosnímky v 16 letech v Bechyni a o dva roky později začal koncertovat.[zdroj?] Hraje na kytaru, baskytaru a klávesové nástroje. Od roku 2002 žije v Sezimově Ústí, kde má své hudební studio. Má dva syny Michaela a Petra. Jeho hudebním vzorem jsou Dream Theater.

## Diskografie
- 2000 Wolfram Liars In A Second Skin
- 2001 Řemen a hosté Živě …
- 2003 Nokturno 20 let, Wolfram No Redemption, Sali Silent Scream
- 2004 William Demo
- 2005 Sali Unbreakable
- 2006 Dirty Game Demo, Blackout Band Máš mat!
- 2007 Sali Eternal Steel, Dirty Game Flame Of Loneliness
- 2010 Morava Brána času
- 2012 Rentgen Svět zatracených
- 2013 Dubínek Jak to bylo o vánocích
- 2017 Autobus Poslové, Wolfram Covers II.
- 2019 Kreyson Memorial Strážci plamenů

## Společné koncerty
- Společné tour s kapelou Arakain
- Společné tour s kapelou Škwor
- Společné tour s kapelou Jerem.I
- Společné tour s kapelou K2

## Spolupráce a hostování v kapelách
- Sammael
- Morava
- Autobus
- Krokus
- Kern
- In Siders
- Mylions
- Bohemica
- Daniel Krob Band